# Théseus

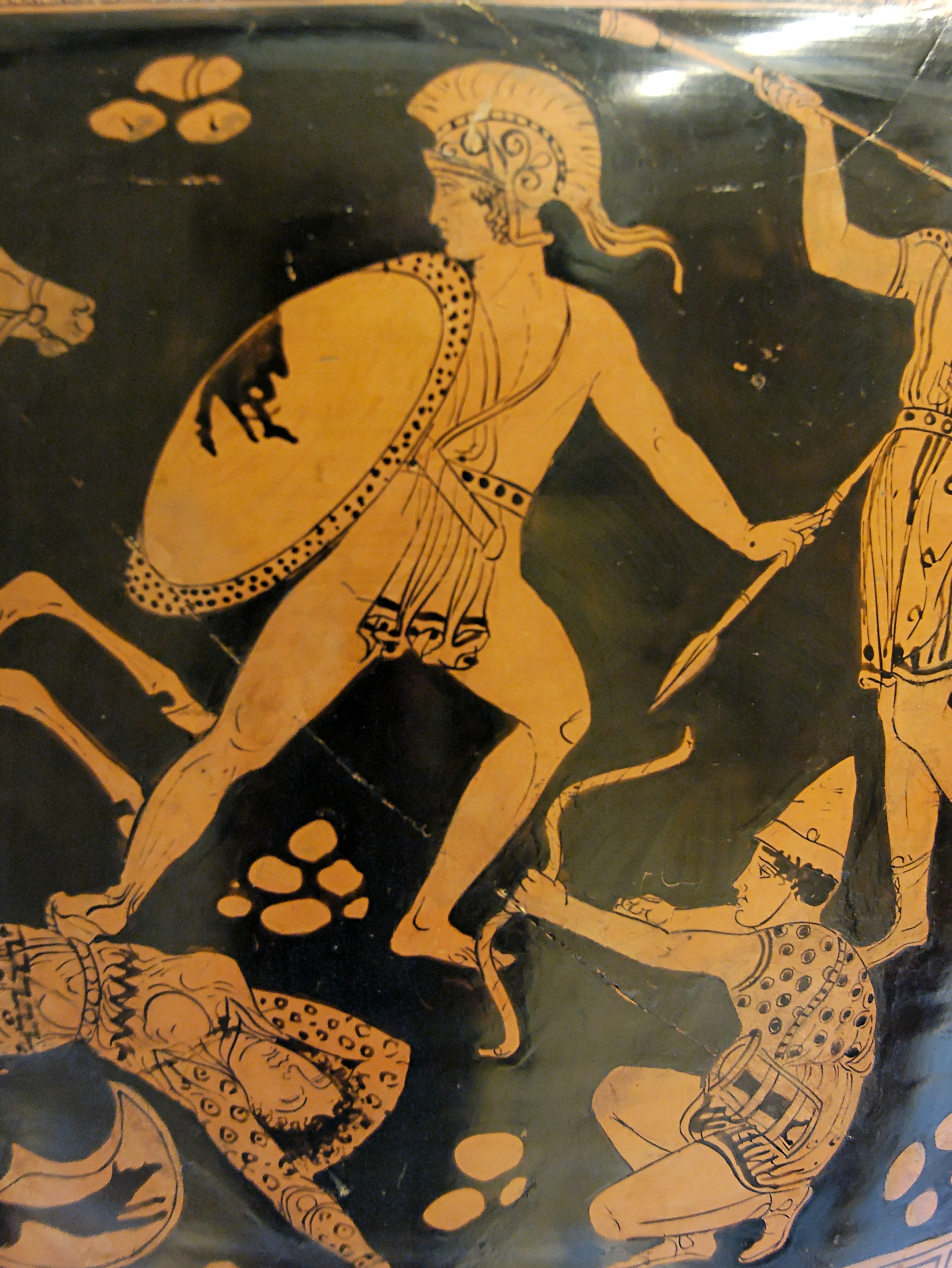
Théseus bojuje s Amazonkami

Théseus (řecky Θησεύς, latinsky Theseus) je v řecké mytologii syn krále Aigea a Aithry. Je označován jako jeden z největších hrdinů řeckých bájí, srovnáván s Héraklem.
Théseus se narodil v Troizéně, kde kraloval Pittheus, otec jeho matky Aithry. Brzy po Théseově narození musel jeho otec Aigeus odplout do Athén, kam ho volaly královské povinnosti, a tak syn a matka zůstali v Troizéně. Vychovával ho děd Pittheus, který ho naučil královskému vystupování, válečnickému umění a zápasu.
Když dospěl do věku šestnácti let, dovedla ho matka k velkému balvanu, poradila mu, ať ho odvalí a Théseus pod ním našel ukrytý meč a střevíce. Ty mu zanechal ukryté Aigeus do doby, než Théseus bude dospělý a silný, a podle těchto věcí věděl, že svého syna pozná.
Théseus se vydal do Athén, kde měl být následníkem trůnu. Cestou se nevyhýbal dobrodružství ani soubojům, chtěl si hrdinskými činy vydobýt slávu. Místo krátké plavby zvolil cestu po souši. Brzy za hranicemi Troizény měl příležitost:
- nejprve narazil na chromého obra Periféta, proslulého lupiče, který zabíjel pocestné železným kyjem. Théseus nezaváhal, kyj mu vytrhl a zabil ho.
- na Isthmu mu vstoupil do cesty další lupič — Sínis, který přivazoval pocestné k vrcholkům ohnutých stromů, pak stromy uvolnil a oběť byla roztrhána. Théseus s ním zápasil, přemohl ho a potrestal ho jeho vlastním způsobem.
- když procházel Krommyónem, zabil divokou šedou svini Faiu, která rolníkům ničila všechnu úrodu. Byla to obluda, kterou zrodila ohavná Echidna se stohlavým Týfónem
- v megarském kraji škodil lupič Skeirón, který rafinovaně čekal na kolemjdoucí pod skálou u moře, přiměl je, aby mu umyli nohy a když se sklonili, skopl je do moře. Théseus však byl rychlejší, chytil ho za nohy a přehodil přes sebe do hlubiny
- další ukrutný lupič Kerkyón byl postrachem v kraji kolem Eleusíny, každého nutil k zápasu na život a na smrt. Souboj s Théseem nepřežil
- poslední na cestě bylo setkání s lupičem Prokrústem, který si též říkal Damastés. Ten všechny zval do svého příbytku, kde měl dvě postele — jednu hodně dlouhou, druhou hodně krátkou. Když si pocestný lehl na krátkou, vše přečnívající mu usekl; když na dlouhou, do délky lože mu natahoval kosti až k okraji. Théseus Prokrústa (což znamená „Napínač“) povalil na krátké lůžko a usekl mu přečnívající hlavu.

Když takto ničemy vytrestal podle pořekadla „čím kdo zachází, tím také schází“ a získal si vděk a obdiv obyvatel a dobyl si první slávu, radostně vkráčel do Athén a vyhledal Aigeův palác. Král ho nepoznal, ale poznala ho žena, která byla jeho hostem — kouzelnice Médeia. Ta našla u Aigea azyl poté, co ji za vraždu krále Pelia v Iólku vyhnal jeho syn Akastos; stejně tak ji vyhnali z Korintu, kde zavraždila krále Kreonta a jeho dceru Glauké (viz Argonauti). Když teď Médeia v Athénách viděla, že jí Théseus stojí v cestě k moci, naváděla Aigea, aby Thésea nechal zavraždit. To se jí ale nezdařilo, protože král Aigeus na hostině poznal svůj meč a tím i svého vlastního syna. Poté ji král s prokletím vyhnal z Athén.
Otec a syn se dlouho ze setkání neradovali. Athény ohrožovalo velké vojsko, které tam přivedlo patnáct synů Aigeova bratra Pallanta, který usiloval o následnictví na athénském trůnu. Théseus se postavil do čela obránců a nečekaným úderem nepřítele zničil a zabezpečil otcovu vládu.
Po tomto vítězství se opět vypravil za dalšími hrdinskými činy. Attiku sužoval obrovský býk, kterého tam přivedl Héraklés z Kréty pro krále Eurysthea. Býk byl divoký, král si ho nechtěl ponechat a pustil ho na svobodu. Théseus ho chytil a po těžkém boji zabil k velké úlevě všech.
Když se opět se slávou vracel do Athén, našel město ve smutku — krétský král Mínós právě poslal pro krutou daň: sedm dívek a sedm mladíků, které Athény musely posílat každým devátým rokem na Krétu za to, že před léty na athénských hrách Aigeus zabil Mínóova syna Androgea. Na Krétě byly oběti předhozeny Mínotaurovi, kterého král držel v labyrintu.
Byl to obludný netvor, půl muž, půl býk, kterého porodila Mínóova manželka Pásifaé jako důsledek nevěry s bílým býkem. Athénské oběti měly být posílány až do Mínotaurovy smrti.
Théseus se ihned přihlásil mezi oběti, i proti vůli svého nevlastního otce. Věděl, že musí netvora zabít a zbavit tak Athény kruté a potupné daně. Vyplul pod černými plachtami, znamením smutku, ale slíbil otci, že je vymění za bílé, bude-li se úspěšně vracet z Kréty.
Král Mínós si po připlutí Thésea ihned povšiml a ptal se ho na otce. Odpověděl mu, že je stejně tak božského původu, že tak jako je Mínós synem Dia, je Théseus synem Diova bratra Poseidóna. Mínós na ověření hodil do moře zlatý prsten a s údivem viděl, že během chvíle měl zlatý prsten zpět, podala ho totiž Poseidónova manželka Amfitríta. Ovšem těžší úkol Thésea teprve čekal. K tomu, aby si s ním dobře poradil, přispělo to, že Mínóova dcera Ariadna se do něj od prvního okamžiku zamilovala a vydatně mu pomohla. Darovala mu kouzelný meč a klubko nití, které mu dopomůže ke šťastnému návratu.
Pak už byla skupina odvedena do labyrintu. Théseus je ponechal blízko vchodu a vydal se dál do nitra labyrintu. Přitom rozvíjel klubko niti cestou klikatými spletitými chodbami. Jak se blížil ke středu, slyšel sílící řev netvora, zem se otřásala. Théseus se obratně vyhýbal ostrým rohům a neohroženě se vrhal do boje. Postupně však chytrým postupem nad obludou získával převahu a nakonec Mínotaura probodl mečem. Přesvědčil se, že je skutečně mrtvý, a podle rozmotané niti se rychle vrátil k východu a vyvedl své druhy šťastně ven. Na nic nečekali a zamířili k přístavu společně s Ariadnou. Spustili na vodu svou loď, ty krétské zneškodnili proražením dna, vytáhli plachty a rychle zmizeli z dohledu. Pluli na sever, zastávili se na ostrově Naxu, kde přenocovali, a ráno pluli dál k domovu — ale bez Ariadny. Vysvětlení je dvojí — Théseus na ni zapomněl; druhé říká, že Ariadně ve snu bůh Dionýsos přikázal, aby zůstala na ostrově, že se s ní chce oženit. To se také stalo.
Připlouvali k Athénám a Théseus nezpozoroval, že spěchem při nalodění zapomněl na výměnu plachet. Tak se stalo, že jeho otec Aigeus loď vyhlížel a když spatřil černé plachty, propadl zoufalství a skočil do moře. To se od té doby nazývá mořem Egejským.
Poté se Théseus stal athénským králem, vládl moudře, ale stále toužil po dobrodružství a hrdinských činech. A tak se vydal do světa a zúčastnil se lovu na kalydónského kance s hrdinou Meleagrem, s Iásonem plul na lodi Argonautů do daleké Kolchidy pro zlaté rouno, s rekem Héraklem šel do války proti Amazonkám a domů se vrátil s jejich vůdkyní Antiopou, kterou si vzal za manželku. Nebyla jí však dlouho, Amazonky vytáhly proti Athénám, aby ji osvobodily, ona se postavila po bok Théseovi a přitom zahynula.

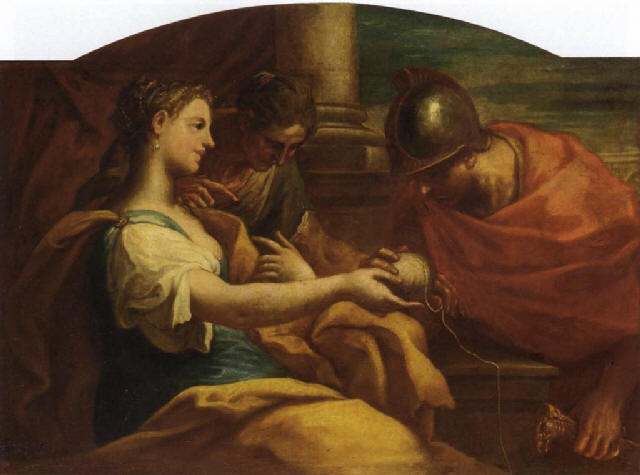
Ariadna a Théseus

Ze žalu pracoval usilovně pro Athény, opevnil je hradbami proti nepřátelům, vydával nové zákony: zavedl společenskou strukturu v roztřídění na stavy, za jeho vlády byli propouštěni otroci na svobodu, a proto byl král Théseus uznáván za tvůrce královské athénské demokracie. Odvrátil válku s Lapithy, uzavřel s nimi smír, protože vzájemné síly byly vyrovnány. Brzy nato ho pozval na svou svatbu král Lapithů Peirithoos. Pozváni byli také Kentauři, kteří vyprovokovali bitku pro místní ženy. Řekové nebyli ozbrojení, přesto v lítém zápase Kentaury přemohli a většinu jich pobili.
Po návratu do Athén se podruhé oženil, vzal si Ariadninu sestru Faidru. To však přineslo neštěstí, když se Faidra zamilovala do Hippolyta, Théseova a Antiopina syna. Nebylo vysvětleno, jestli ji nechtěl nebo naopak ji sváděl a ona se bránila, jisté však je, že Hippolytos zahynul a Faidra spáchala sebevraždu.
V té době ovdověl také Peirithoos, tak se oba vydali do ciziny hledat si nové manželky. Oba toužili po krásné Heleně ze Sparty, budoucí příčině trojské války. Losem připadla Helena Théseovi, jenž ji ukryl v Athénách. Peirithoos si vyhlédl Persefonu, manželku boha podsvětí Háda, a Théseus ho nedokázal od cesty do podsvětí odradit. Hádés je přijal a vyslechl vlídně, dal si chvíli na rozmyšlenou a zatím hosty požádal, aby se posadili než se rozhodne. Sotva však usedli na křesla, přirostli k jejich studenému kameni. Peirithoos se už nikdy nedostal ven, Thésea po hodně dlouhé době osvobodil Héraklés.
Helenu mezitím unesli z Athén její bratři Kastór a Polydeukés, vzali také Théseovu matku Aithru. Zbourali hradby města a vládu nad ním předali Menestheovi, úhlavnímu nepříteli. A tak byl Théseus po návratu z podsvětí ubohým psancem.
Vypravil se na ostrov Euboia, kde doufal, že nalezne své syny Démofoónta a Akamanta a s nimi dobyde zpět Athény. Ale už mu štěstí nepřálo. Zahynul neslavně, rukou skyrského krále Lykoméda, který ho v touze po jeho majetku svrhl do moře. Je však možné, že o své vůli skončil svůj život skokem z útesu, v čemž jej po staletích následovala největší básnířka starověku Sapfó z egejského ostrova Lesbu.
Théseus je zřejmě historická postava — žil cca 1400 let př. n. l. v době výbuchu vulkánu na ostrově Théra, který zpustošil část Egey a v čase vpádu „mořských národů“ na Krétu a do Egypta. Jeho příběh naznačuje konec vazalství pevninské Hellady na mínojské Krétě.

## Odraz v umění
Příběh Théseův je ztvárněn v mnoha uměleckých dílech
- Eurípidovo drama Hippolytos (z roku 428 př. n. l.)
- Senecova Phaedra
- Shakespearovo drama Sen noci svatojánské (1623)
- Lullyho opera Thésée (1675)
- Racinova Faidra  (1677)
- postmoderní coolness drama "Faidra/Z lásky" (1996), autorka Sarah Kane
- dochována je řada vázových maleb, zejména Théseus zabíjí Mínotaura
- historický (dvoj)román Býk přichází z moře a Král musí zemřít, autor Mary Renaultová